# Gora Vostochnaja
Gora Vostochnaja (englische Transkription von russisch Гора Восточная Gora Wostotschnaja, deutsch ‚Östlicher Berg‘) ist ein Nunatak im ostantarktischen Mac-Robertson-Land. Er ragt unmittelbar nordwestlich des Cruise-Nunataks und östlich der Hay Hills auf dem Mawson Escarpment auf.
Russische Wissenschaftler benannten ihn.